# Salvatore D’Aquila
Salvatore „Toto“ D’Aquila (* 10. Oktober 1878; † 28. Oktober 1928) war ein italienisch-amerikanischer Geschäftsmann und Mafia-Mitglied. Er galt als erstes Oberhaupt des später als „Gambino-Familie“ bezeichneten Mafia-Clans in New York City. Aber auch in der Gambino-Familie lassen sich die Anfänge noch weiter zurückverfolgen, und so kann auch Pellegrino Morano als sein Vorläufer gesehen werden.

## Biografie
Salvatore D’Aquila war bereits auf Sizilien Mitglied der dortigen Mafia gewesen, bevor er in die USA auswanderte. Da er neben italienischem Käse, Olivenöl etc. auch die italienische Mafia in die USA einführte, fällt er in die Kategorie eines klassischen Mustache Pete.
Bereits aus 1906 und 1909 existierten polizeiliche Erkenntnisse über seine Aktivitäten. Der Niedergang der US-amerikanischen Camorra brachte ihn an die Spitze des organisierten Verbrechens. Die neapolitanischstämmige Camorra hatte 1914 einen regelrechten Krieg mit der sizilianischstämmigen Mafia begonnen. Insbesondere tobte der Kampf zwischen Pellegrino Morano und der sizilianischen Morello-Familie. Zwar gelang es Morano Nicholas Morello 1916 zu ermorden, als Folge dieses Mordes wurde er selbst aber verurteilt und 1919 nach Italien abgeschoben.
Auf diese Weise erlangten die Sizilianer die Obermacht und „Toto D’Aquila“ übernahm die Leute von Morano. Allerdings scheint er seinen Erfolg falsch gedeutet zu haben. Er selbst sah sich nun wohl in der Rolle des „Capo di tutti i capi“ (italienisch: Boss aller Bosse), was unweigerlich zu Konflikten führen musste.
Am 28. Oktober 1928 wurde er von Killern Joe Masserias erschossen. D’Aquila war nicht der einzige Tote; Masseria (Genovese-Familie) und Salvatore Maranzano versuchten sich in einer Auseinandersetzung, die als Krieg von Castellammare bezeichnet wird, ebenfalls als „Boss aller Bosse“ durchzusetzen, was ihnen allerdings ebenfalls misslang. Der Krieg von Castellammare endete 1931 und führte letztendlich zur Bildung des National Crime Syndicate und einer Mafia-Struktur, die bis heute fortbesteht.